# Фридрих III Гольштейн-Готторпский
Фридрих III Гольштейн-Готторпский (нем. Friedrich III von Schleswig-Holstein-Gottorf; 22 декабря 1597, Готторп — 10 августа 1659, Тённинг) — герцог Гольштейн-Готторпский. Фридрих был старшим сыном Иоганна Адольфа Гольштейн-Готторпского и Августы Датской, дочери короля Фредерика II.

## Биография
Фридрих III имел амбициозные планы по развитию морской торговли. По аналогии с Глюкштадтом, основанным в 1617 году его дядей Кристианом IV, он в 1621 году основал с этой целью Фридрихштадт. Потом он попытался проложить торговый путь в Персию, не требующий огибать Африку. С этой целью 6 ноября 1633 года из Гамбурга в Москву отправилась экспедиция, которую возглавили торговый агент Отто Брюггеманн и советник герцога Филипп Крузиус, секретарём экспедиции был Адам Олеарий. 14 августа 1634 года экспедиция прибыла в Москву. И хотя им и не удалось заключить торговое соглашение с царём Михаилом, тем не менее сразу после возвращения экспедиции в Готторп 6 апреля 1635 года Фридрих начал готовить следующую экспедицию.
Фридриху пришлось испытать все трудности управления страной в годы Тридцатилетней войны. Он старался проводить политику нейтралитета, что на практике означало отвергание союза с Данией и дрейф в сторону Швеции. В рамках этой политики он выдал дочь Гедвигу Элеонору за шведского короля Карла X. Так как попытка Швеции стать великой державой провалилась, то прошведская политика Фридриха привела к упадку Гольштейн-Готторпа.
Гораздо успешнее Фридрих проявил себя как покровитель наук и искусств. Так, по его распоряжению был создан Готторпский глобус.

## Семья и дети
Фридрих женился в Дрездене 21 февраля 1630 года на принцессе Марии Елизавете Саксонской. Их дети:
- София Августа (1630—1680), замужем за князем Иоганном Ангальт-Цербстским.
- Магдалена Сибилла (1631—1719), замужем за герцогом Густавом Адольфом Мекленбург-Гюстровским.
- Иоганн Адольф (1633).
- Мария Елизавета (1634—1665), замужем за ландграфом Людвигом VI Гессен-Дармштадтским.
- Фридрих (1635—1654).
- Гедвига Элеонора (1636—1715), замужем за шведским королём Карлом X Густавом[3].
- Адольф Август (1637).
- Иоганн Георг (1638—1655).
- Анна Доротея (1640—1713).
- Кристиан Альбрехт (1641—1695), герцог Гольштейн-Готторпский, женат на Фредерике Амалии Датской.
- Густав Ульрих (1642).
- Кристина Сабина (1644).
- Август Фридрих (1646—1705), князь-епископ Любекский, женат на Кристине Саксен-Вейсенфельсской.
- Адольф (1647).
- Елизавета София (1647).
- Августа Мария (1649—1728), замужем за Фридрихом VII, маркграфом Баден-Дурлахским.